# 鲍勃·菲里克
罗伯特·约瑟夫·菲里克（英語：Robert Joseph Feerick，1920年1月2日—1976年6月8日），美国NBA联盟职业篮球运动员、教练。